# 安加爾州
安加爾（Angaur或Ngeaur）是帕勞的一個島。該島自成一個州，面積8平方公里（3平方哩），位於貝里琉（Peleliu）西南，人口共206人（1990年）。該地是一處熱門的潛水地點。2003年，帕劳国会將賭場合法化。安加爾可乘船或飛機抵達。以前曾有美軍的海軍工程營「海蜂」（Seabees）駐於島上。
該島的官方語言為帕勞語、日語及英語，是日本以外唯一以日語為官方語言的地區。然而日本憲法並未明訂官方语言為日語，故亦有文獻宣稱安加爾是世上唯一正式採用日語為官方语言的地區。但實際上該地已沒有以日語為日常用語的人口居住，日語的官方地位名存實亡。

## 日语作为官方语言
根据1982年的州宪法，安加爾的官方语言是帕劳语、英语和日语。它是世界上唯一一个将日语作为法定官方语言的地方，因为日語只是日本事实上的官方语言。然而，2005年人口普查的结果显示，截止到2005年4月，5岁或以上常住或合法的安加爾居民中没有人在家里说日语。安加尔没有居民报称或被报道为日本族裔。有报道表示，有一名在安加尔出生（但显然不居住）的人在家里使用日语和帕劳语的频率相当。2012年的小型人口普查显示，在被调查的130名安加尔人中，有7名10岁或以上的人能使用帕劳语和英语之外的语言。

## 教育
教育部经营公立学校。
安加尔小学成立于1945年。1953年，新校舍在新的地点开始运营。1966年，学校曾搬回旧址，但之后又迁回新址。
科罗尔的帕劳高中是当地唯一的公立高中，所有当地社区的学生都就读该校。

## 外部連結
- Honorary Consulate of the Republic of Palau to the UK（页面存档备份，存于）

6°54′N 134°08′E / 6.9°N 134.13°E